# Capitainerie générale de Cuba
 (février 2015).
Si vous disposez d'ouvrages ou d'articles de référence ou si vous connaissez des sites web de qualité traitant du thème abordé ici, merci de compléter l'article en donnant les références utiles à sa vérifiabilité et en les liant à la section « Notes et références ».
1510–1898
Entités précédentes :
- Taïnos
- Caraïbes

Entités suivantes :
- Gouvernement militaire américain de Cuba

La capitainerie générale de Cuba fut créée en 1664, d'une fraction de la capitainerie générale de Saint-Domingue. Elle comprenait l'île de Cuba et, selon les périodes, la Floride et la Louisiane. La capitainerie faisait partie de la Nouvelle-Espagne, elle dépendait de la Real Audiencia de Saint-Domingue et était sous contrôle du Gouverneur de Cuba.
Dans le cadre de la guerre de Sept Ans, une flotte anglaise de 50 bateaux pour 30 000 hommes arriva à La Havane le 6 juin 1762 et assiégea la ville pendant plus de deux mois avant que les Espagnols ne se rendent. Ces derniers reprirent la ville l'année suivante grâce au traité de Paris de 1763 mais durent céder la Floride aux Anglais, tout en récupérant la Louisiane en contrepartie (avant de la perdre face aux Français en 1801) qui fut intégrée à la capitainerie générale de Cuba. Pour renforcer la position espagnole dans les Caraïbes face à la montée en puissance du Royaume-Uni dans la région, la capitainerie se vit renforcer ses pouvoirs: le Capitaine général devint Gouverneur au lieu de n'être qu'un subordonné du Gouverneur du Cuba et la forteresse de la Cabaña fut construite. L'Intendance de Cuba fut créée en 1764 (devenant ainsi  la première intendance d'Amérique) et celle de la Nouvelle-Orléans en 1766.
En 1779 l'Espagne envahit une partie de la Floride puis la récupéra entièrement grâce au Traité de Versailles de 1783 (avant de la vendre aux États-Unis en 1819). En 1795 l'Espagne perdit ses territoires de Saint-Domingue et la "Real Audiencia" s'installa à Cuba en 1800 et prit le nom de "Real Audencia de Puerto Principe".
Les Cortes de Cadix abolirent en 1812 le système de capitainerie générale au profit des députations provinciales et créèrent celle de Cuba et de Santiago de Cuba, les Intendances de Puerto Principe et de Santiago de Cuba furent, elles, créées en 1813. Mais la rétablissement de la monarchie absolue en 1814 reprit le système de capitainerie générale, qui dura jusqu'en 1820 où les Députations provinciales réapparurent pour être à nouveau abolies en 1823.
La "Real Audencia de la Havane" fut créée en 1838 pour la partie occidentale de la capitainerie générale.
Sous l'impulsion, entre autres, de José Martí des mouvements indépendantistes éclatèrent durant la seconde moitié du XIXe siècle (alors que les colonies espagnoles sur le continent américain avaient déjà acquis leurs indépendances) mais furent écrasés par la métropole. L'Espagne envoya ainsi 280 000 soldats en plus des 200 000 déjà présents sur l'île. Les États-Unis envoyèrent un bateau de guerre, le Maine, dans le port de La Havane en 1898 pour protéger leurs intérêts, ce dernier explosa et les États-Unis déclarèrent la guerre à l'Espagne. La guerre hispano-américaine (ou le "désastre de 1898" comme on l'appelle en Espagne) ne dura que quelques mois et le traité de Paris de 1898 obligea la métropole de reconnaitre l'indépendance de Cuba, mettant fin à la capitainerie générale de Cuba.